# Список послів Великої Британії в Росії
У статті наведено список Надзвичайних та повноважних послів Великобританії в Росії
Історія Російсько-британських відносин налічує вже кілька століть: в 1553 були встановлені дипломатичні відносини між Росією і Великобританією, коли представник короля Едуарда VI - Річард Ченслор (Ченслер), намагаючись відшукати «північний шлях» до Індії, зупинився в Москві і в 1553 був представлений царю Івану IV.

## Посли у Росії

### Царство Московське (1547-1721)
| Час перебування на посаді | Портрет | Ім'я                                                                         | Ім'я                                                                         | Роки життя | Роки життя                                  | Ранг                                                                                              |
| ------------------------- | ------- | ---------------------------------------------------------------------------- | ---------------------------------------------------------------------------- | ---------- | ------------------------------------------- | ------------------------------------------------------------------------------------------------- |
|                           |         |                                                                              |                                                                              |            |                                             | Посланці королівства Англійського:                                                                |
| 1566-1567                 |         | Ентоні Дженкінсон                                                            | Ентоні Дженкінсон                                                            |            |                                             | Перший повноправний посол Англії в Москві                                                         |
| 1568-1569                 |         | Томас Рендольф                                                               | Томас Рендольф                                                               |            |                                             | Посол                                                                                             |
| 1571-1572                 |         | Ентоні Дженкінсон                                                            | Ентоні Дженкінсон                                                            |            |                                             | Посол (повторно)                                                                                  |
| 1575-1577                 |         | Деніел Сільвестр (Англ. Daniel Silvester)                                    | Деніел Сільвестр (Англ. Daniel Silvester)                                    |            |                                             | Посол                                                                                             |
| 1583-1584                 |         | Джером Боус                                                                  | Джером Боус                                                                  | (?-1616)   | (?-1616)                                    | Посол                                                                                             |
| 1586-1587                 |         | Джером Горсей                                                                | Джером Горсей                                                                |            |                                             | Повноважний представник                                                                           |
| 1588-1589                 |         | Джайлс Флетчер                                                               | Джайлс Флетчер                                                               |            |                                             | Посол                                                                                             |
| 1590-1591                 |         | Джером Горсей                                                                | Джером Горсей                                                                |            |                                             | Посол                                                                                             |
| 1598-1599                 |         | Френсіс Черрі (у російських джерелах Фрянчик Іванов)                         | Френсіс Черрі (у російських джерелах Фрянчик Іванов)                         | 1553-1605  | 1553-1605                                   | Посол                                                                                             |
| 1599-1600                 |         | Томас Вілліс (англ. Thomas Willis)                                           | Томас Вілліс (англ. Thomas Willis)                                           |            |                                             | Посол, пізніше був видворений з Росії                                                             |
| 1600-1601                 |         | сер Річард Лі                                                                | сер Річард Лі                                                                |            |                                             | Посол                                                                                             |
| 1601-1602                 |         | Джон Вільям Меррік                                                           | Джон Вільям Меррік                                                           | 1596-1621  | 1596-1621                                   | Посол                                                                                             |
| 1604—1605                 |         | сер Томас Сміт                                                               | сер Томас Сміт                                                               |            |                                             | Посол                                                                                             |
| 1613                      |         | Джон Меррік і Вільям Рассел                                                  | Джон Меррік і Вільям Рассел                                                  |            |                                             | Посли (Меррік – повторно)                                                                         |
| 1613-1634                 |         | Томас Фінч (Англ. Thomas Finch)                                              | Томас Фінч (Англ. Thomas Finch)                                              |            |                                             | Посол                                                                                             |
| 1614-1617                 |         | Джон Меррік                                                                  | Джон Меррік                                                                  |            |                                             | Посол (повторно)                                                                                  |
| 1618                      |         | Дадлі Діггес (англ. Sir en:Dudley Digges)                                    | Дадлі Діггес (англ. Sir en:Dudley Digges)                                    |            |                                             | Посол                                                                                             |
| 1620-1621                 |         | Джон Меррік                                                                  | Джон Меррік                                                                  |            |                                             | Посол (повторно) і пізніше керуючий Московською компанією                                         |
| 1623-1624                 |         | Крістофер Кокс (англ. Christopher Cocks)                                     | Крістофер Кокс (англ. Christopher Cocks)                                     |            |                                             | Повноважний представник                                                                           |
| 1626-1632                 |         | Фебіан Сміт (англ. Fabian Smith)                                             | Фебіан Сміт (англ. Fabian Smith)                                             |            |                                             | Повноважний представник                                                                           |
| 1633                      |         | Томас Віч (Англ. Thomas Wyche)                                               | Томас Віч (Англ. Thomas Wyche)                                               |            |                                             | Повноважний представник                                                                           |
| 1633-1635                 |         | Річард Свіфт (англ. Richard Swift)                                           | Річард Свіфт (англ. Richard Swift)                                           |            |                                             | Повноважний представник                                                                           |
| 1635-1640                 |         | Саймон Дігбі (англ. Simon Digby)                                             | Саймон Дігбі (англ. Simon Digby)                                             |            |                                             | Повноважний представник                                                                           |
|                           |         |                                                                              |                                                                              |            | Англійська республіка (з 1649 по 1660 роки) |                                                                                                   |
| 1655-1656                 |         | Вільям Прайдокс (англ. William Prideaux)                                     | Вільям Прайдокс (англ. William Prideaux)                                     |            |                                             | Посол                                                                                             |
| 1657                      |         | Річард Бредшоу (Англ. Richard Bradshaw)                                      | Річард Бредшоу (Англ. Richard Bradshaw)                                      |            |                                             | Посол                                                                                             |
|                           |         |                                                                              |                                                                              |            |                                             | Посланці королівства Англійської:                                                                 |
| 1663-1665                 |         | Чарльз Говард, 1-й граф Карлайл                                              | Чарльз Говард, 1-й граф Карлайл                                              |            |                                             | Надзвичайний посол                                                                                |
| 1667-1668                 |         | сер Джон Хебдон (англ. Sir John Hebdon)                                      | сер Джон Хебдон (англ. Sir John Hebdon)                                      | ?-1670     | ?-1670                                      | Надзвичайний посол                                                                                |
| 1669                      |         | сер Пітер Віч молодший (англ. Sir Peter Wyche)                               | сер Пітер Віч молодший (англ. Sir Peter Wyche)                               |            |                                             | Надзвичайний посланник                                                                            |
| 1676-1678                 |         | Джон Хебдон (англ. John Hebdon)                                              | Джон Хебдон (англ. John Hebdon)                                              |            |                                             | Надзвичайний посол (тезка одного з попередніх)                                                    |
| 1686-1687                 |         | Патрік Гордон (англ. Patrick Gordon)                                         | Патрік Гордон (англ. Patrick Gordon)                                         |            |                                             | Надзвичайний посол                                                                                |
| 1699-1712                 |         | Чарльз Гудфеллоу (англ. Charles Goodfellow)                                  | Чарльз Гудфеллоу (англ. Charles Goodfellow)                                  |            |                                             | Міністр і генеральний консул (1707 рік - унія Англії та Шотландії, освіта Великобританії)         |
| 1704-1712                 |         | барон Чарльз Уітворт                                                         | барон Чарльз Уітворт                                                         |            |                                             | 1704-1709 - посол (1707 - унія Англії та Шотландії, освіта Великобританії)                        |
| з 1707 року               |         |                                                                              |                                                                              |            |                                             | Посланці королівства Великобританія:                                                              |
| 1704-1712                 |         | барон Чарльз Уітворт                                                         | барон Чарльз Уітворт                                                         |            |                                             | 1704-1709 - Посол; 1709-1711 - Надзвичайний посол; 1711-1712 - Надзвичайний і уповноважений посол |
| 1714-1719                 |         | Християн Фрідріх Вебер                                                       | Християн Фрідріх Вебер                                                       |            |                                             | Міністр-резидент (статус сумнівний)                                                               |
| 1714-1715                 |         | Джордж Маккензі-Квін (англ. George Mackenzie-Quin)                           | Джордж Маккензі-Квін (англ. George Mackenzie-Quin)                           |            |                                             | Міністр-резидент                                                                                  |
| 1715-1716                 |         | Джеймс Хелдейн (англ. James Haldane)                                         | Джеймс Хелдейн (англ. James Haldane)                                         |            |                                             | Міністр-резидент                                                                                  |
| 1716                      |         | Джордж Дуглас, 2-й граф Данбартон (англ. George Douglas, 2nd Earl Dunbarton) | Джордж Дуглас, 2-й граф Данбартон (англ. George Douglas, 2nd Earl Dunbarton) |            |                                             | Міністр-резидент                                                                                  |
| 1718-1721                 |         | Джеймс Джеффрейс (англ. James Jeffereys)                                     | Джеймс Джеффрейс (англ. James Jeffereys)                                     |            |                                             | Міністр-резидент, висланий у Данциг у 1719                                                        |
| 1719—1730                 |         |                                                                              |                                                                              |            |                                             | Дипломатичні відносини призупинено через відмову британців визнати Росію імперією.                |

### Російська імперія (1721-1917)
| Час перебування на посаді | Портрет | Ім'я | Ім'я | Роки життя   | Роки життя   | Ранг                                                                           |
| ------------------------- | ------- | --- | --- | ------------ | ------------ | ------------------------------------------------------------------------------ |
|                           |         | | |              |              | Посланці королівства Великобританія:                                           |
| 1728-1731                 |         | Томас Уорд (англ. Thomas Ward)                                                                                                   | Томас Уорд (англ. Thomas Ward)                                                                                                   |              |              | Міністр-резидент                                                               |
| 1731                      |         | Джон Кембелл, 3-й граф Бредалбейн (англ. John Campbell, 3rd Earl of Breadalbane and Holland)                                     | Джон Кембелл, 3-й граф Бредалбейн (англ. John Campbell, 3rd Earl of Breadalbane and Holland)                                     | (1696-1782)  | (1696-1782)  | Міністр-резидент                                                               |
| 1731-1739                 |         | Клод Рондо (англ. Claud Rondeau)                                                                                                 | Клод Рондо (англ. Claud Rondeau)                                                                                                 |              |              | Головний консул (1730-1731); міністр-резидент                                  |
| 1733-1734                 |         | лорд Джордж Форбс, 3-й граф Гранард (англ. George, Lord Forbes)                                                                  | лорд Джордж Форбс, 3-й граф Гранард (англ. George, Lord Forbes)                                                                  |              |              | Повноважний представник Міністра з питань торговельних відносин                |
| 1739-1742                 |         | Едвард Фінч (англ. Edward Finch)                                                                                                 | Едвард Фінч (англ. Edward Finch)                                                                                                 | (1697?-1771) | (1697?-1771) | Надзвичайний посол                                                             |
| 1741-1744                 |         | сер Сиріл Віч (англ. Sir Cyril Wyche, 1st Baronet)                                                                               | сер Сиріл Віч (англ. Sir Cyril Wyche, 1st Baronet)                                                                               |              |              | 1741-1742 - Надзвичайний посол, 1742-1744 - Надзвичайний і уповноважений посол |
| 1744-1749                 |         | Джон Кармайкл, 3-й граф Гінфорд (англ. John Carmichael, 3rd Earl of Hyndford)                                                    | Джон Кармайкл, 3-й граф Гінфорд (англ. John Carmichael, 3rd Earl of Hyndford)                                                    |              |              | Посол                                                                          |
| 1749-1755                 |         | Мельхіор Гай-Діккенс (англ. Melchior Guy Dickens)                                                                                | Мельхіор Гай-Діккенс (англ. Melchior Guy Dickens)                                                                                |              |              | Посланець                                                                      |
| 1755—1759                 |         | Чарльз Хенбері Вільямс (Англ. Charles Hanbury Williams                                                                           | Чарльз Хенбері Вільямс (Англ. Charles Hanbury Williams                                                                           |              |              | Посол                                                                          |
| 1759-1762                 |         | Роберт Мюррей Кейт Ст. (англ. Robert Murray Keith the Elder)                                                                     | Роберт Мюррей Кейт Ст. (англ. Robert Murray Keith the Elder)                                                                     | ?-1774       | ?-1774       | Посланник                                                                      |
| 1762-1765                 |         | Джон Хобарт, 2-й граф Бекінгемшир (англ. John Hobart, 2nd Earl of Buckinghamshire)                                               | Джон Хобарт, 2-й граф Бекінгемшир (англ. John Hobart, 2nd Earl of Buckinghamshire)                                               |              |              | Надзвичайний посол                                                             |
| 1764-1767                 |         | граф Джордж Макартні | граф Джордж Макартні |              |              | Надзвичайний посол                                                             |
| 1766-1767                 |         | Ханс Стенлі (англ. Hans Stanley)                                                                                                 | Ханс Стенлі (англ. Hans Stanley)                                                                                                 |              |              | До Росії так і не доїхав.                                                      |
| 1767-1768                 |         | Генрі Ширлі (англ. Henry Shirley)                                                                                                | Генрі Ширлі (англ. Henry Shirley)                                                                                                |              |              | Відповідальний секретар чи агент                                               |
| 1768-1772                 |         | лорд Чарльз Кеткарт (англ. Charles Cathcart, 9th Lord Cathcart)                                                                  | лорд Чарльз Кеткарт (англ. Charles Cathcart, 9th Lord Cathcart)                                                                  |              |              | Надзвичайний посол                                                             |
| 1772-1775                 |         | Роберт Ганнінг (англ. Robert Gunning)                                                                                            | Роберт Ганнінг (англ. Robert Gunning)                                                                                            |              |              | Посланник                                                                      |
| 1776-1783                 |         | Джеймс Харріс (лорд Малмсбері)                                                                                                   | Джеймс Харріс (лорд Малмсбері)                                                                                                   |              |              | Посланник                                                                      |
| 1783-1788                 |         | Аллейн Фіцгерберт, 1-й барон Сайнт Хеленс                                                                                        | Аллейн Фіцгерберт, 1-й барон Сайнт Хеленс                                                                                        |              |              | Посол                                                                          |
| 1788-1800                 |         | граф, Чарльз Уітворт | граф, Чарльз Уітворт | 1754-1825    | 1754-1825    | Посол                                                                          |
| 1800—1801                 |         | | |              |              | Дипломатичні відносини призупинено через захоплення Англією Мальти             |
| 1801-1802                 |         | Аллейн Фіцгерберт, 1-й барон Сайнт Хеленс                                                                                        | Аллейн Фіцгерберт, 1-й барон Сайнт Хеленс                                                                                        |              |              | Посол (повторно)                                                               |
| 1802—1804                 |         | Джон Борлез Уоррен | Джон Борлез Уоррен |              |              | Посол                                                                          |
| 1804—1806                 |         | Гренвіль Левесон-Гоуер, 1-й граф Гренвіль                                                                                        | Гренвіль Левесон-Гоуер, 1-й граф Гренвіль                                                                                        | 1773-1846    | 1773-1846    | Посол                                                                          |
| 1805-1806                 |         | Вільям Шоу Кеткарт, 1-й граф Кеткарт                                                                                             | 1755-1843 | 1755-1843    | Посол        | Посол                                                                          |
| 1807                      |         | Олександр Гамільтон, 10-й герцог Гамільтон                                                                                       | Олександр Гамільтон, 10-й герцог Гамільтон                                                                                       |              |              | спеціальна місія                                                               |
| 1807                      |         | Гренвіль Левесон-Гоуер, 1-й граф Гренвіль                                                                                        | Гренвіль Левесон-Гоуер, 1-й граф Гренвіль                                                                                        | 1773-1846    | 1773-1846    | Посол (повторно)                                                               |
| 1807-1812                 |         | | |              |              | Дипломатичні відносини призупинено у зв'язку з укладанням Тільзитського миру   |
| 1812                      |         | Едвард Торнтон (англ. Edward Thornton)                                                                                           | Едвард Торнтон (англ. Edward Thornton)                                                                                           | 1766-1852    | 1766-1852    | Повірений у ході переговорів у Стокгольмі                                      |
| 1812-1820                 |         | Вільям Шоу Кеткарт, 1-й граф Кеткарт                                                                                             | Вільям Шоу Кеткарт, 1-й граф Кеткарт                                                                                             |              |              | Посол (повторно)                                                               |
| 1820-1825                 |         | Чарльз Баґот (англ. Sir Charles Bagot)                                                                                           | Чарльз Баґот (англ. Sir Charles Bagot)                                                                                           | 1781-1843    | 1781-1843    | Посол                                                                          |
| 1825—1826                 |         | Персі Клінтон Сідні Сміті, 6-й віконт Стренгфорд, лорд Пенхерст (англ. Percy Clinton Sydney Smythe, 6th Viscount Strangford)     | Персі Клінтон Сідні Сміті, 6-й віконт Стренгфорд, лорд Пенхерст (англ. Percy Clinton Sydney Smythe, 6th Viscount Strangford)     | 1780-1855    | 1780-1855    | Посол                                                                          |
| 1828—1832                 |         | Вільям а’Курт, 1-й барон Хейтсбері (англ. Sir William à Court, 2nd Baronet)                                                      | Вільям а’Курт, 1-й барон Хейтсбері (англ. Sir William à Court, 2nd Baronet)                                                      | 1779-1860    | 1779-1860    | Посол                                                                          |
| 1832—1833                 |         | Чарльз Стратфорд-Каннінг, віконт Стратфорд де Редкліф                                                                            | Чарльз Стратфорд-Каннінг, віконт Стратфорд де Редкліф                                                                            | 1786-1880    | 1786-1880    | Номінований послом, але не був прийнятий Миколою I                             |
| 1832-1835                 |         | Джон Данкан Блай (англ. John Duncan Bligh)                                                                                       | Джон Данкан Блай (англ. John Duncan Bligh)                                                                                       |              |              | Повноважний міністр ad interim                                                 |
| 1835-1837                 |         | Джон Ламбтон, 1-й граф Дарема | Джон Ламбтон, 1-й граф Дарема | 1792-1840    | 1792-1840    | Посол                                                                          |
| 1837-1838                 |         | Джон Ральф Майлбенк (англ. John Ralph Milbanke)                                                                                  | Джон Ральф Майлбенк (англ. John Ralph Milbanke)                                                                                  |              |              | Повноважний міністр ad interim                                                 |
| 1838—1841                 |         | Улік де Бург, 1-й маркіз Кленрікерд                                                                                              | Улік де Бург, 1-й маркіз Кленрікерд                                                                                              |              |              | Посол                                                                          |
| 1841-1844                 |         | Чарльз Стюарт, 1-й барон де Ротсей                                                                                               | Чарльз Стюарт, 1-й барон де Ротсей                                                                                               |              |              | Посол                                                                          |
| 1844-1851                 |         | Джон Артур Дуглас, лорд Блумфілд                                                                                                 | Джон Артур Дуглас, лорд Блумфілд                                                                                                 | 1802—1879    | 1802—1879    | Посол                                                                          |
| 1851-1854                 |         | Джордж Гамільтон Сеймур (англ. George Hamilton Seymour)                                                                          | Джордж Гамільтон Сеймур (англ. George Hamilton Seymour)                                                                          | 1797-1880    | 1797-1880    | Посол                                                                          |
| 1854-1856                 |         | | |              |              | немає представництва у зв'язку з Кримською війною                              |
| 1856-1858                 |         | Джон Кімберлі, граф Кімберлі, барон Вудхауз                                                                                      | Джон Кімберлі, граф Кімберлі, барон Вудхауз                                                                                      |              |              | Посол                                                                          |
| 1858-1861                 |         | сер Джон Файнс Твіслтон Кремптон (англ. Sir John Fiennes Twisleton Crampton, 2nd Baronet)                                        | сер Джон Файнс Твіслтон Кремптон (англ. Sir John Fiennes Twisleton Crampton, 2nd Baronet)                                        |              |              | Посол                                                                          |
| 1861—1864                 |         | Френсіс Нейпір | Френсіс Нейпір |              |              | Посол                                                                          |
| 1864-1867                 |         | Ендрю Бьюкенен (англ. Andrew Buchanan)                                                                                           | Ендрю Бьюкенен (англ. Andrew Buchanan)                                                                                           |              |              | Посол                                                                          |
| 1867—1871                 |         | Генрі Річард Чарльз Уелслі, граф Каулі, Вейн-Темпест, маркіз Лондодеррі (англ. George Vane-Tempest, 5th Marquess of Londonderry) | Генрі Річард Чарльз Уелслі, граф Каулі, Вейн-Темпест, маркіз Лондодеррі (англ. George Vane-Tempest, 5th Marquess of Londonderry) |              |              | Посол                                                                          |
| 1871-1879                 |         | Огастес Вільям Фредерік Спенсер, лорд Лофтус                                                                                     | Огастес Вільям Фредерік Спенсер, лорд Лофтус                                                                                     | 1817-1909    | 1817-1909    | Посол                                                                          |
| 1879-1881                 |         | Фредерік Гамільтон-Темпель-Блеквуд                                                                                               | Фредерік Гамільтон-Темпель-Блеквуд                                                                                               | 1826-1902    | 1826-1902    | Посол                                                                          |
| 1881-1884                 |         | Едвард Торнтон (англ. Edward Thornton)                                                                                           | Едвард Торнтон (англ. Edward Thornton)                                                                                           |              |              | Посол (син однойменного посла в 1812)                                          |
| 1884-1894                 |         | Роберт Бернет Девід Морієр | Роберт Бернет Девід Морієр | 1827-1893    | 1827-1893    | Посол                                                                          |
| 1894-1895                 |         | Френк Кавендіш Ласселс (англ. Sir Frank Lascelles)                                                                               | Френк Кавендіш Ласселс (англ. Sir Frank Lascelles)                                                                               |              |              | Посол                                                                          |
| 1895—1898                 |         | Ніколас Родерік О'Конор (англ. Sir Nicholas Roderick O'Conor)                                                                    | Ніколас Родерік О'Конор (англ. Sir Nicholas Roderick O'Conor)                                                                    |              |              | Посол                                                                          |
| 1898-1904                 |         | Чарльз Стюарт Скотт (англ. Charles Stewart Scott)                                                                                | Чарльз Стюарт Скотт (англ. Charles Stewart Scott)                                                                                |              |              | Посол                                                                          |
| 1904-1906                 |         | Чарльз Гардінг (англ. Charles Hardinge, 1st Baron Hardinge of Penshurst)                                                         | Чарльз Гардінг (англ. Charles Hardinge, 1st Baron Hardinge of Penshurst)                                                         |              |              | Посол                                                                          |
| 1906-1910                 |         | Артур Нікольсон | Артур Нікольсон | 1849-1928    | 1849-1928    | Посол                                                                          |
| 1910-1917                 |         | Джордж Вільям Бьюкенен | Джордж Вільям Бьюкенен | 1854-1924    | 1854-1924    | Посол                                                                          |

### (1917-1922)
| Час перебування на посаді | Ім'я                                                          | Роки життя | Ранг                |
| ------------------------- | ------------------------------------------------------------- | ---------- | ------------------- |
| 1917-1924                 | немає представництва у зв'язку з Революцією 1917 року в Росії |            |                     |
| 1917-1919                 | Ліндлі, Френсіс Освальд                                       |            | Повірений у справах |

### СРСР (1923-1991)
| Час перебування на посаді | Ім'я                                                                    | Роки життя            | Ранг                           |
| ------------------------- | ----------------------------------------------------------------------- | --------------------- | ------------------------------ |
| 1924-1927                 | Роберт Ходжсон (англ. Sir Robert MacLeod Hodgson)                       | 25.02.1874-18.10.1956 | тимчасовий повірений у справах |
| 1929-1933                 | Есмонд Овей (англ. Sir Esmond Ovey)                                     |                       | Посол                          |
| 1933-1939                 | Аретас Екерс-Дуглас (англ. Aretas Akers-Douglas, 2nd Viscount Chilston) |                       | Посол                          |
| 1939-1940                 | Сідс, Вільям (англ. Sir William Seeds)                                  |                       | Посол                          |
| 1940-1942                 | Стаффорд Кріппс (англ. Sir Stafford Cripps)                             | 24.04.1889-21.04.1952 | Посол                          |
| 1942-1946                 | Арчібальд Кларк Керр (англ. Sir Archibald Clark Kerr)                   | 17.03.1882-5.07.1951  | Посол                          |
| 1946-1949                 | Моріс Петерсон (англ. Sir Maurice Peterson)                             |                       | Посол                          |
| 1949-1951                 | Девід Келлі (англ. Sir David Kelly)                                     | 14.09.1891-1959       | Посол                          |
| 1951-1953                 | Олвері Гаскойн (англ. Sir Alvary Gascoigne)                             |                       | Посол                          |
| 1953-1957                 | Вільям Хейтер (англ. Sir William Goodenough Hayter)                     |                       | Посол                          |
| 1957-1960                 | Патрік Райлі (англ. Sir Patrick Reilly)                                 | 1909-?                | Посол                          |
| 1960-1962                 | Френк Робертс (англ. Sir Frank Roberts)                                 | 1907-?                | Посол                          |
| 1962-1965                 | Хемфрі Тревельян (англ. Humphrey Trevelyan, Baron Trevelyan)            | 1905-?                | Посол                          |
| 1965—1968                 | Джеффрі Харрісон (англ. Sir Geoffrey Harrison)                          |                       | Посол                          |
| 1968-1971                 | Арчібальд Вілсон (англ. Sir Duncan Wilson)                              |                       | Посол                          |
| 1971-1973                 | Джон Кіллік (англ. Sir John Killick)                                    |                       | Посол                          |
| 1973-1976                 | Теренс Гарві (англ. Sir Terence Garvey)                                 |                       | Посол                          |
| 1976-1978                 | Говард Сміт (англ. Sir Howard Smith)                                    |                       | Посол                          |
| 1978-1982                 | Кертіс Кібл (англ. Sir Curtis Keeble)                                   |                       | Посол                          |
| 1982-1985                 | Іен Сазерленд (англ. Sir Iain Sutherland)                               |                       | Посол                          |
| 1985-1988                 | Браян Картледж (англ. Sir Bryan Cartledge)                              |                       | Посол                          |
| 1988-1991                 | сер Родрік Брейтвейт (англ. Sir Rodric Braithwaite)                     |                       | Посол                          |

### Російська Федерація (з 1991)
| Час перебування на посаді | Ім'я                 | Роки життя          | Ім'я (англ)            | Ранг  |
| ------------------------- | -------------------- | ------------------- | ---------------------- | ----- |
| 1991-1992                 | сер Родрік Брейтвейт | 17 травня 1932 -    | Sir Rodric Braithwaite | Посол |
| 1992-1995                 | Браян Фолл           | 13 грудня 1937 -    | Brian Fall             | Посол |
| 1995-2000                 | Ендрю Вуд            | 2 січня 1940 -      | Andrew Wood            | Посол |
| 2000-2004                 | Родерік Лайн         | 31 березня 1948 -   | Roderic Lyne           | Посол |
| 2004-2008                 | Тоні Брентон         | 1 січня 1950 -      | Tony Brenton           | Посол |
| 2008-2011                 | Енн Прінгл           | 13 січня 1955 -     | Anne Pringle           | Посол |
| 2011-2015                 | сер Тім Барроу       | 15 лютого 1964 -    | Sir Tim Barrow         | Посол |
| 2015-2020                 | Лорі Брістоу         | 23 листопада 1963 - | Laurie Bristow         | Посол |
| 2020 - н. ч.              | Дебора Броннерт      | 31 січня 1967 -     | Deborah Bronnert       | Посол |